# 珠海街道
珠海街道是中国山东省青岛市黄岛区下辖的一个街道。

## 行政区划
下辖以下地区：
向阳路社区、文化路第一社区、文化路第二社区、文化路第三社区、观海路社区、枣园街社区、珠海中路社区、新华路社区、东风路社区、风河路社区、东风路第一社区、桃园东路社区、东楼第一社区、东楼第二社区、王戈庄第五社区、王戈庄第六社区、王戈庄第七社区、王戈庄第八社区、相公山社区、峄山社区、长安路社区、李家石桥社区、王家石桥村、黄土庄村、烟台东村、逯家庄村、挪庄村、王家楼村、大荒村、安子沟村、芏子口村、祝家庄村、石人泊村、大溧水村、小溧水村、北梁家庄村、杏家庄村、小尧村、杨家崮村、大哨头村、袁家村、小哨头村、大河东村、小河东村、肖家庄村、大台村和小台村。

## 知名人物
- 康生